# Giuseppe Pezzella
Giuseppe Pezzella (* 29. November 1997 in Neapel) ist ein italienischer Fußballspieler. Der Abwehrspieler steht aktuell beim FC Empoli unter Vertrag.

## Karriere

### Im Verein
Nachdem Pezzella in der Jugend vorwiegend für Monteruscello aktiv gewesen war, wechselte er 2013 zur US Palermo. Ab der Spielzeit 2015/16 gehörte Pezzella, der weiterhin in der Jugend auflief, auch dem Profikader der Rosanero an. Bereits in der Hinrunde debütierte Pezzella in der Serie A, als er am 6. Dezember 2015 bei der 0:3-Niederlage gegen Atalanta Bergamo von Beginn an auf dem Platz stand. In der Rückrunde absolvierte Pezzella acht weitere Partien für die US Palermo, die sich den Klassenerhalt sicherte.
Im Sommer 2017 wechselte Pezzella, nachdem Palermo abgestiegen war, zu Udinese Calcio. Anfang 2019 schloss er sich auf Leihbasis dem CFC Genua an. Im Anschluss folgte eine weitere Leihe zu Parma Calcio, die ihn nach Ablauf der Leihe fest verpflichteten. Im Juli 2021 wurde er für eine Saison an Atalanta Bergamo ausgeliehen. Im Anschluss wurde der Spieler erneut verliehen, dieses Mal an die US Lecce. 2023 wechselte er zum FC Empoli.

### In der Nationalmannschaft
2015 debütierte Pezzella in der U-18-Nationalmannschaft Italiens, kurz darauf auch für die U-19-Auswahl. Mit ihr wurde er bei der U-19-EM 2016 Vizeeuropameister. Auch für die U-20 und U-21 absolvierte er Spiele.

## Erfolge
- U-19-Vizeeuropameister: 2016